# Sinus Amoris
Il Sinus Amoris (latino per "Golfo dell'amore") è una struttura geologica della superficie della Luna.